# O・A・C・ランド
O・A・C・ランド（O.A.C. Lund, 1885年5月21日 - 1963年
）は、スウェーデン出身のアメリカ合衆国の映画監督、脚本家、俳優、映画プロデューサーである。本名オスカル・アラリク・ルンド（Oscar Alarik Lund）、米国ではオスカー・A・C・ランド（Oscar A.C. Lund）、オスカー・ランド（Oscar A.C. Lund）とも名乗った。

## 人物・来歴
1885年（明治18年）5月21日、スウェーデン・ヴェストマンランド県ハルストハンマルのコルベックで「オスカル・アラリク・ルンド」として生まれる。
20世紀初頭にアメリカ合衆国に移住し、1912年（明治45年）、エクレール・アメリカ製作、ユニヴァーサル・フィルム・マニュファクチュアリング・カンパニー（現在のユニバーサル・ピクチャーズ）配給、ジョージ・ラーキン主演の短篇劇映画 The Wager で映画監督としてデビューする。エクレール・アメリカでは、1914年（大正3年）の『国事探偵』まで、短篇映画を量産し、同年、シューバート・フィルムに移籍する。
1915年（大正4年）、ユニヴァーサルに移籍、ハリー・ケリー主演の長編映画 Just Jim を監督する。1916年（大正5年）にユニヴァーサル傘下に設立された製作会社・ブルーバード映画でも、1918年（大正7年）に『相携へて』、1919年（大正8年）に『自然の乙女』をヴァイオレット・マースロウ主演作としてそれぞれ監督し、いずれも日本でも公開された。同年、『自然の乙女』をもってユニヴァーサルでの作品の記録は終わる。
5年後の1924年（大正13年）、自らのランド・プロダクションズ製作、シーナ・オウエン主演の For Woman's Favor を監督する。1926年（大正15年）、ヘンリー・マックレイ監督の『電話の秘密』に脚本を提供して以降、米国でのキャリアの記録はない。
1933年（昭和8年）、母国スウェーデンで、ランドとしては初めてのトーキー Kärlek och dynamit （「恋とダイナマイト」の意）を監督する。同作以降の記録はない。
1963年（昭和38年）、死去した。満77-78歳没。ストックホルムの共同墓地スコーグスシュルコゴーデンに眠る。

## フィルモグラフィ
- The Wager : 1912年 - 監督
- The Return of Lady Linda : 1913年 - 監督・原作
- The Little Mother of Black Pine Trail : 1913年 - 監督
- The Love Chase : 1913年 - 監督
- The Trail of the Silver Fox : 1913年 - 監督・原作
- The Telegraph Operator : 1913年 - 監督・原作
- The Great Unknown : 1913年 - 監督・原作
- The Stronger : 1913年 - 監督
- The Superior Law : 1913年 - 監督・脚本
- The Law of the Wild : 1913年 - 監督・原作
- The Sons of a Soldier : 1913年 - 監督
- A Wise Judge : 1913年 - 監督
- The Key : 1913年 - 監督
- The Faith Healer : 1913年 - 監督・原作
- When Light Came Back : 1913年 - 監督
- The Witch : 1913年 - 監督
- The Trail of the Hanging Rock : 1913年 - 監督・原作・出演
- The Greater Call : 1913年 - 監督・原作・出演
- The Honor of Lady Beaumont : 1913年 - 監督・脚本・原作
- The Thirst for Gold : 1913年 - 監督
- The Beaten Path : 1913年 - 監督・原作・出演・役Chester Randolph Thorne
- Jacques the Wolf : 1913年 - 監督・脚本・原作・出演・役Jacques, the Wolf
- From the Beyond : 1913年 - 監督・原作・出演・役Otto Myers, the Professor's Pupil
- Cynthy : 1913年 - 監督・原作・出演・役The Bad Man
- Lady Babbie : 1913年 - 監督・原作・出演・役Lt.Byron
- Partners : 1913年 - 監督・原作・出演・役David Donnelly
- When Pierrot Met Pierrette : 1913年 - 監督・原作・出演・役Dick Rogers
- The Highwayman's Shoes : 1913年 - 監督・出演・役The Highwayman
- 『最初の金塊』（さいしょのがいこつ） The First Nugget : 1914年 - 監督・原作・出演・役The Doctor
- At the Crossing : 1914年 - 監督・原作・出演・役Mike
- Into the Wilderness : 1914年 - 監督・原作・出演・役Gordon Fitmaurice, Mary's Son
- The Devil Fox of the North : 1914年 - 監督・出演・役The Savage
- When God Wills : 1914年 - 監督・原作・出演・役The Sick Man
- 『漂流』 Adrift : 1914年 - 監督・出演・役The Boy
- The Price : 1914年 - 監督・原作・出演
- His Servant : 1914年 - 監督・原作・出演・役The Servant
- Suzanne : 1914年 - 監督・原作・出演
- His Daughter : 1914年 - 監督・原作・出演
- The Link in the Chain : 1914年 - 監督・原作・出演・役Dr.Sanderson
- Snow Drift : 1914年 - 監督・原作・出演・役The Man
- Allah 3311 : 1914年 - 監督・原作・出演・役The Young Author
- Firelight : 1914年 - 監督・原作・出演・役The Factory Owner
- The Dollar Mark : 1914年 - 監督
- 『国事探偵』（別題『女間諜』） Adventures in Diplomacy : 1914年 - 監督
- When Broadway Was a Trail : 1914年 - 監督・出演・役Henry Minuet
- The Marked Woman : 1914年 - 監督・出演・役Lieutenant Dare
- M'Liss : 1915年 - 監督・出演・役Don Jose
- The Butterfly : 1915年 - 監督・脚本・出演・役John Arthur
- Just Jim : 1915年 - 監督・脚本
- Pennington's Choice : 監督ウィリアム・ボーマン、1915年 - プロデューサー
- The Price of Malice : 1916年 - 監督
- Autumn : 1916年 - 監督・脚本
- Dorian's Divorce : 1916年 - 監督・脚本
- The Trail of the Shadow : 監督エドウィン・カリュー、1917年 - 原作（「オスカー・A・C・ランド」名義）
- Mother Love and the Law : 監督ジョージ・シーグマン、1917年 - 脚本・出演・役Jimmy Harwood
- Her New York : 1917年 -  監督（「オスカー・ランド」名義）
- The Painted Madonna : 1917年 - 監督・脚本（「オスカー・A・C・ランド」名義）
- A Heart's Revenge : 1918年 - 監督・脚本
- The Debt of Honor : 1918年 - 監督・脚本
- Peg of the Pirates : 1918年 - 監督・脚本
- 『相携へて』 Together : 1918年 - 監督・脚本
- 『義友第一』 Pals First : 監督エドウィン・カリュー、1918年 - 脚本
- 『自然の乙女』 The Nature Girl : 1919年 - 監督・原作
- For Woman's Favor : 1924年 - 監督
- 『電話の秘密』 Strings of Steel : 監督ヘンリー・マックレイ、1926年 - 脚本（「オスカー・ランド」名義）
- Kärlek och dynamit : 1933年 - 監督・脚本（「オスカー・ランド」名義）

## 関連事項
- ハルストハンマル （en:Hallstahammar Municipality）
- コルベック （en:Kolbäck）

## 註
1. 1 2 3 4 5 6 7 8 9 10 11  O.A.C. Lund, Internet Movie Database （英語）, 2010年4月19日閲覧。
2. ↑  The Wager - IMDb（英語）, 2010年4月19日閲覧。
3. ↑  Together - IMDb（英語）, 2010年4月19日閲覧。
4. ↑  Together The Nature Girl - IMDb（英語）, 2010年4月19日閲覧。
5. ↑  『ブルーバード映画の記録』 : 製作・著・発行山中十志雄・塚田嘉信、1984年4月、p.60-63.